# Olathe (Kansas)
Olathe és una població dels Estats Units a l'estat de Kansas. Segons el cens del 2008 tenia 119.993 habitants.

## Demografia
Segons el cens del 2000, Olathe tenia 92.962 habitants, 32.314 habitatges, i 24.623 famílies. La densitat de població era de 662,7 habitants/km².
Dels 32.314 habitatges en un 45,1% hi vivien nens de menys de 18 anys, en un 63,8% hi vivien parelles casades, en un 9% dones solteres, i en un 23,8% no eren unitats familiars. En el 18,4% dels habitatges hi vivien persones soles el 3,7% de les quals corresponia a persones de 65 anys o més que vivien soles. El nombre mitjà de persones vivint en cada habitatge era de 2,83 i el nombre mitjà de persones que vivien en cada família era de 3,24.
Per edats la població es repartia de la següent manera: un 30,8% tenia menys de 18 anys, un 9,2% entre 18 i 24, un 36,7% entre 25 i 44, un 18,1% de 45 a 60 i un 5,2% 65 anys o més.
L'edat mediana era de 31 anys. Per cada 100 dones de 18 o més anys hi havia 96,1 homes.
La renda mediana per habitatge era de 61.111$ i la renda mediana per família de 68.498$. Els homes tenien una renda mediana de 45.699$ mentre que les dones 30.217$. La renda per capita de la població era de 24.498$. Entorn del 2,4% de les famílies i el 4,1% de la població estaven per davall del llindar de pobresa.

## Poblacions més properes
El següent diagrama mostra les poblacions més properes.